# Форбс, Берти Чарлз
Берти Чарльз Форбс (англ. Bertie Charles Forbes; 14 мая 1880 года, Нью-Дир, Абердиншир — 6 мая 1954 года) — американский журналист, основатель журнала Forbes.

## Биография
Родился в многодетной семье шотландского портного. Среди десятерых детей он был шестым.
Берти начал работать довольно рано: уже в 14 лет бросил школу и устроился наборщиком за 75 центов в неделю. Причём устроился по ошибке — думал, что ему сразу поручат сочинение текстов, чего он всегда хотел. Через 7 лет выучился на стенографа (что было обязательным условием для репортёров того времени) и стал журналистом в одной из местных газет.
В 1904 году Форбс покинул Шотландию. Сначала направился в Южную Африку в попытке забыть свою бывшую девушку, которая вышла замуж за другого, — а затем отправился в США.
Первое время Форбс работал в различных финансовых изданиях. Вскоре его старания заметил медиамагнат Уильям Рэндолф Хёрст (англ. William Randolph Hearst) и предложил Берти работу в своей «Нью-Йорк Америкэн». Со временем Форбс благодаря своему таланту и смелости стал самым популярным финансовым журналистом. Он не боялся довольно резко критиковать богатых и успешных людей и очень огорчался, когда его высказывания вырезались редактором.

## Журнал
В 1917 году Форбс основал журнал, который хотел назвать «Дела и их вершители» (англ. Doers and Doings), но по совету друзей назвал своим именем. При жизни Форбса его журнал так и не стал лидером: у журнала появились более успешные конкуренты (например, Business Week и Fortune). В годы великой депрессии журнал не окупался, и Берти Чарлз выплачивал редакционные расходы из собственных журналистских гонораров, выплачиваемых ему в других изданиях. Тираж при Берти Форбсе не превышал 100 тысяч экземпляров, что довольно скромно для США.
В 1928 году Херст предложил выкупить Forbes за 10 млн долларов, но Берти ответил отказом, мотивировав его «попыткой сохранить единственный независимый журнал Америки».